# Ibelin nemzetség

Az Ibelin-címer

Az Ibelin nemzetség a Jeruzsálemi Királyság egyik nemesi családja volt a 12–13. században. Szerény kezdetekből a Szentföld egyik legbefolyásosabb famíliájává nőtték ki magukat, különféle magas hivatalokat viseltek, kiterjedt birtokaik voltak Palesztinában és Cipruson is. A 15. században, a Ciprusi Királyság bukása után nevük eltűnt a történelemből.

## A családnév
Családnevüket Ibelin váráról kapták, amelyet Fulkó jeruzsálemi király építtetett s adott hűbérbirtokul Bariszannak, a családalapítónak. A vár a mai Javne izraeli város helyén állt. Jeruzsálem 1187-es elfoglalása után lerombolták, és a család bejrúti, valamint ciprusi birtokaira húzódott vissza.

## Az első és a második nemzedék
A család a chartres-i Le Puiset vikomtoktól eredeztette magát, akik közül ketten is Jaffa grófjai lettek. Runciman még elfogadta ezt az állítást, ma azonban általánosabb az a vélekedés, hogy Pisából származhattak, a Bariszan név például megtalálható a toszkánai Azzopardi család rokonságában. Első ismert tagjuk, Bariszan történetesen I. (Le Puiset) Hugó jaffai gróf lovagja lehetett, aki 1115-ben Jaffa katonai parancsnokává nevezte ki. Hűséges szolgálatáért elnyerte a közeli Ramla örökösnőjének, Helvisnek a kezét.
Bariszan 1141-ben Ibelin várának ura lett, Fulkó minden bizonnyal ezzel jutalmazta meg királyhűségéért az 1134-es nemesi lázadás idején, amelynek egyik vezetője II. Hugó jaffai gróf volt. Ibelin a Jaffai Grófság részét képezte, amely a sikertelen lázadás után királyi birtokká vált. Bariszan és Helvis házasságából három fiú, Hugó, Balduin, Balian és két leánygyermek, Ermengarde és Stefánia született. Ibelinen kívül Helvis révén a család megkapta Ramlát, a legifjabbik fiú, Balian pedig Náblusz ura lett, amikor feleségül vette Komnéna Máriát, Amalrik jeruzsálemi király özvegyét. Ezeknek a birtokoknak jó ideig Balian lett az utolsó ura, mivel 1187-ben mind Szaladin kezére került.
A család mindössze két nemzedéken át rangos és befolyásos famíliává vált, ami a keresztes királyságban, Európával ellentétben, nem volt ritka. Hamar letűntek, kihaltak nemzetségek, és állandóan új nemességre, új vérre, sang nouveau-ra volt szükség.

## A 13. században
Balian leszármazottai a Jeruzsálemi Királyság és a Ciprusi Királyság legnagyobb hatalmú főnemesei közé kerültek. Első fia, Ibelin János II. Frigyes német-római császár ellenzékének vezére lett, amikor Frigyes a keresztes államokat birodalmi fennhatóság alá akarta vonni. A család Frigyes hatodik keresztes hadjárata után 1241-ben rövid időre visszaszerezte Ibelint, amikor az egyezmény értelmében bizonyos területek visszakerültek a keresztényekhez. János Arszúfi Melisendával kötött házasságából számos gyermek származott, köztük Balian, Bejrút ura, Balduin, Ciprus országbírója, János, Arszúf ura és Jeruzsálem főhadparancsnoka, Guidó, a Ciprusi Királyság udvarmestere és főhadparancsnoka. Ez a II. Balian Montbéliard-i Eschivát vette feleségül, ebből a házasságból született II. János, Bejrút ura, aki I. Guidó athéni fejedelem leányát vette nőül. János, Arszúf urának fia, Balian, Arszúf ura Antiochiai Plaisance-ot, Ciprus régensnőjét vette feleségül. Guidó udvarmester lett az apja Izabellának, aki III. Hugó ciprusi királyhoz ment nőül.
Balian második fia, Fülöp Ciprus régenseként szolgált, amíg unokahúgának, a megözvegyült Aliz királynénak, I. Izabella jeruzsálemi királynő legidősebb lányának, vagyis Balian mostohaunokájának segítségre volt szüksége a kormányzáshoz. Fülöp és Montbéliard-i Aliz házasságából született Ibelin János jaffai és aszkaloni gróf, Jeruzsálem régense, A Jeruzsálemi Legfelsőbb Bíróság rendeletei című munka szerzője, amely a keresztes állam legfontosabb jogi dokumentuma. János Máriát, I. Hetum örmény király húgát vette feleségül, házasságukból származott Jakab, Jaffa és Aszkalon grófja, szintén neves jogász, valamint Guidó, Jaffa és Aszkalon grófja, Hetum lányának, Máriának a férje.
A család számos tagja költözött át az új ciprusi királyságba a 13. század elején, mások pedig akkor követték őket, amikor a Jeruzsálemi Királyság utolsó részei is elvesztek. Ebben a korban egyetlen családtag sem költözött más országba. Gibelet urai, az Embriacók közül többen szintén felvették az Ibelin nevet, lévén anyai ágról rokonok.
Noha apai ágról szerény származásúak voltak, a 13–15. századi Ibelinek a Ciprusi Királyság legelőkelőbb arisztokratái közé tartoztak, királyok fiatalabb fiainak, unokáinak és fivéreinek adtak feleséget. Nemcsak a királyi Lusignan-házba, hanem más arisztokrata családokba (Montfort, Dampierre, hercegi Braunschweig, Montbéliard) is beházasodtak. Anyai ágról természetesen előkelőbb ősökkel rendelkeztek: Komnéna Mária a bizánci Komnénosz-ház sarja volt, grúz, bolgár, örmény, perzsa és szíriai királyok leszármazottja.
Amikor a Ciprusi Királyság a 15. században összeomlott, az Ibelinek elvesztették birtokaikat és pozícióikat, és a család valószínűleg kihalt, későbbi források legalábbis nem említik őket. Balduin lányának, Eschivának Lusignan Imrével kötött házassága révén a Lusignan-házon keresztül az Ibelinektől származik a későbbi Európa több királyi famíliája. Rokonuk, Anna savoyai hercegnő, I. Janus ciprusi király lánya az őse a savoyai hercegeknek, a monacói hercegeknek, a bajor választófejedelmeknek, a parmai Farneséknek, az utolsó Valois királyoknak, a Habsburg–Lotaringiai-háznak, a Bourbon-háznak, vagyis a katolikus uralkodóházak legtöbbjének.

## Ibelin urai
- Ibelin Bariszan (c. 1134–1150)
- Ibelin Hugó (1150–1170)
- Ibelin Balduin (ő örökölte Ibelint 1170-ben, de átadta Baliannak)
- Ibelin Balian (1170–1193)
- Ibelin János (1179–1236)

A család később Jaffa és Aszkalon grófjaiként birtokolta Ibelint.

## A családfa
- Ibelin Bariszan (megh. 1152), h. Ramlai Helvis
  - Ibelin Hugó (c. 1130-1133–1169/1171), h. Courtenay Ágnes
  - Ibelin Balduin (1130-as évek eleje – 1187 v. 1186/1188), h. 1. Bejszáni Richilde, 2. Gothman Izabella, 3. Tripoliszi Mária
    - Ibelin Tamás (1175 előtt – c. 1188)
    - Ibelin Eschiva (1160–1196), h. Lusignan Imre

| Eschiva és Imre Lusignan-leszármazottai |
| --- |
| - - - - Burgundia (1180–1210), h. 1. VI. Rajmund toulouse-i gróf, 2. II. Montfaucon Gautier - Guidó, fiatalon meghalt - János, fiatalon meghalt - I. Hugó ciprusi király, h. Champagne-i Aliz - Lusignan Mária (1215 előtt – 1252 v. 1254), h. IV. Walter brienne-i gróf - Brienne-i Hugó (c. 1240–1296), h. 1. La Roche Izabella, 2. Komnéna Dukaina Heléna - V. Brienne-i Walter (c. 1275–1311), h. Châtillon Johanna - VI. Brienne-i Walter (c. 1304–1356), h. 1. Tarantói Margit, 2. Brienne-i Johanna - Johanna - Margit - Brienne-i Izabella (1306–1360), h. III. Enghien Walter - leszármazottak Enghienben, a Két Szicília Királyságában, a Ferrarai Fejedelemségben, a Mantovai Hercegségben, stb. - Brienne-i Ágnes, h. János joignyi gróf - Brienne-i Johanna, h. Niccolo Sanudo - Ciprusi Izabella (1216–1264), h. Antiochiai Henrik - III. Hugó ciprusi király, h. Ibelin Izabella ciprusi királyné - II. János jeruzsálemi király - Lusignan Bohemund (c. 1268–1281) - II. Henrik ciprusi király (1271–1324), h. Szicíliai Konstanza - Lusignan Amalrik ciprusi régens (megh. 1310), h. Izabella örmény hercegnő - Lusignan Hugó (megh. 1318/1323), h. Ibelin Eschiva - Lusignan Henrik (megh. 1323) - Lusignan Guidó (megh. 1344), h. 1. Kantakuzene, 2. Theodora Syrgiannaina - Lusignan Izabella (c. 1333–1382/1387), h. I. Manuél moreai despota - Lusignan János (megh. 1343), h. Szoldana grúz hercegnő - Lusignan Bohemund (megh. 1364) - V. Leó örmény király (törvénytelen), h. Soissons Margit - Lusignan Mária (c. 1370-1381) - Lusignan Guidó (megh. 1405) (törvénytelen) - Lusignan Etienne (törvénytelen) - Lusignan Bohemund (megh. 1344), h. Neghir Eufémia - Lusignan Bertalan (megh. 1373 után) (törvénytelen) - Lusignan Ágnes (Mária) (megh. 1309 után), h. III. Leó örmény király - Lusignan Mária (1273–1322), h. II. Jakab aragóniai király - Lusignan Amalrik (1274/1280–1316) - Lusignan Guidó (1275/1280–1303), h. Ibelin Eschiva (1253–1312) - IV. Hugó ciprusi király (c. 1295–1359), h. 1. Ibelin Mária, 2. Ibelin Aliz - Lusignan Guidó (c. 1316–1343), h. Bourbon Mária akháj fejedelemné - Lusignan Hugó (1335–1385/1386), h. Mórfoui Mária - Lusignan Eschiva (c. 1323–1363), h. Mallorcai Ferdinánd - I. Péter ciprusi király (1328–1369), h. 1. Montfort Eschiva, 2. Gandiai Eleonóra - II. Péter ciprusi király (c. 1357–1382), h. Visconti Valentina - Lusignan Margit (Mária) (c. 1360 – c. 1397), h. Lusignan Jakab - Lusignan Eschiva (megh. 1369 előtt) - Lusignan János ciprusi régens (c. 1329–1375), h. 1. Aragóniai Konstancia, 2. Ibelin Aliz antiochiai hercegnő - Lusignan Jakab (megh. 1395/1397), h. Lusignan Margit (Mária) - Lusignan János (megh. 1428/1432) - Lusignan Péter (megh. 1451), h. Lusignan Izabella - Lusignan Phoebus (törvénytelen) - Lusignan Eleonóra (megh. c. 1414), h. Lusignan Henrik - Lusignan Helvis, h. Lusignan Odó - I. Jakab ciprusi király (1334–1398), h. Braunschweigi Helvis - I. Janus ciprusi király (1375–1432), h. 1. Visconti Anglesia, 2. Bourbon Sarolta - II. János ciprusi király (1418–1458), h. 1. Palaiologosz Amadea, 2. Palaiologosz Ilona - I. Sarolta ciprusi királynő (1442/1443–1487), h. 1. Portugaliai János, 2. Savoyai Lajos - Lusignan Cleopha - Lusignan Jakab (megh. c. 1426) - Lusignan Anna (c. 1415/1419–1462), h. I. Lajos savoyai herceg - leszármazottak a Savoyai Hercegségben - Lusignan Mária (megh. 1437) - Lusignan Lajos (1408–1421) (törvénytelen) - Lusignan Guidó (megh. 1433 után) (törvénytelen), h. Babin Izabella - Lusignan Jacqua (szül. 1432) - Lusignan Eleonóra (szül. 1433) - ismeretlen leánygyermek, h. Garceran Suarez de los Cernadilla - Lusignan Fülöp (megh. c. 1430) - Lusignan Lancelot (megh. 1450 után) - Lusignan Henrik galileai herceg (megh. 1427), h. Lusignan Eleonóra - Lusignan Odó (megh. 1421), h. Lusignan Lujza - Lusignan Hugó Lancelot (megh. 1442) - Lusignan Guidó - ismeretlen leánygyermek (megh. 1374) - Lusignan Jakab (megh. c. 1397) - Lusignan Eschiva (megh. 1406 után), h. Sclavus von Asperg - Lusignan Mária nápolyi királyné (1381–1404), h. László nápolyi király - Lusignan Ágnes (c. 1382–1459) - Lusignan Izabella, h. Lusignan Péter - Lusignan Tamás (megh. 1340) - Lusignan Péter (megh. 1353) - Lusignan Margit, h. Dampierre Gautier - Lusignan Izabella (1296/1300 – 1340 után), h. Dampierre Odó - Lusignan Margit (c. 1276–1296), h. I. Torosz örmény király - III. Leó örmény király (c. 1287–1307), h. Lusignan Ágnes - Lusignan Aliz (1277/1280–1324), h. Ibelin Balian - Lusignan Helvis (megh. 1324), h. II. Hetum örmény király - Lusignan Izabella (c. 1280–1319), h. 1. Neghir Konstantin, 2. I. Osin örmény király - I. Henrik ciprusi király (1217–1253), h. 1. Montferrati Aliz, 2. Lampron Stefánia, 3. Antiochiai Plaisance - II. Hugó ciprusi király (1252/1253–1267) - Lusignan Helvis, h. I. Rupen Rajmund örmény király - Antiochiai és Örményországi Mária (1215 – ?), h. Montfort Fülöp, Türosz ura - Montfort János, h. Lusignan Margit - Montfort Onfroy (megh. 1284), h. Ibelin Eschiva - Montfort Amalrik (megh. 1304) - Montfort Rupen (megh. 1313) - egy fiúgyermek - Aliz v. Helvis, 1295-ben élt - Aliz, 1282-ben és 1295-ben élt - Helvis, 1282-ben és 1295-ben élt - Aliz, fiatalon meghalt |

- -     - Ibelin Stefánia, h. Amalrik nábluszi vikomt

  - Ibelin Balian (1140-as évek eleje – 1193), h. Komnéna Mária
    - Ibelin Helvis, h. 1. Szidóni Rajnald, 2. Montforti Guidó szidóni úr
      - Ágnes, h. Tibériási Ralph
      - Fenie (Eufémia), h. Tibériási Odó
      - Szidóni Balian (megh. 1241), h. Reyneli Ida
        - Grenier Juliánusz (megh. 1275), h. Örményországi Eufémia
          - II. Grenier Balian (megh. 1277)
          - János (megh. 1289)
          - Margit, h. II. Embriacói Guidó

      - Montfort Fülöp türoszi úr

    - Ibelin János (c. 1179–1236), h. 1. Enfei Helvis, 2. Arszúfi Melisenda
      - Balian (1209–1247)
        - II. Bejrúti János (megh. 1264)
          - Ibelin Izabella (1252–1282), h. 1. II. Hugó ciprusi király, 2. Letrange Haymo, 3. Laleman Miklós, 4. Berlais Vilmos
          - Ibelin Eschiva (1253–1312), h. 1. Montfort Onfroy, 2. Lusignan Guidó
            - Montfort Amalrik (megh. 1304)
            - Montfort Rupen (megh. 1313)
            - Montfort Aliz
            - Montfort Helvis
            - IV. Hugó ciprusi király, h. 1. Ibelin Mária, 2. Ibelin Aliz
            - Lusignan Izabella (1298–1330), h. Dampierre Odó

      - János (c. 1211–1258), h. Haifai Aliz
        - Balian (1239–1277), h. 1. Antiochiai Plaisance, 2. c. 1261 Chenechy Lúcia
          - János (1277-1309), h. Ibelin Izabella, Balian ciprusi országbíró lánya
            - Ibelin Guidó
            - Ibelin Balian (megh. c. 1338), h. Ibelin Margit
              - Ibelin Fülöp (megh. 1374/6), h. 1. Dampierre Eschiva, 2. Mallorcai Aliz, Mallorcai Ferdinánd lánya
              - Ibelin Guidó (megh. 1367)
              - Ibelin Tamás (megh. 1361 után)
              - Ibelin János
              - Ibelin Mária (megh. 1357 után), h. 1. Dampierre-sur-Salon Hugó, 2. Ibelin János (megh. 1357 után)
              - Ibelin Szimóna (megh. 1350 után), h. 1. Noresi Balduin, 2. Babin János
              - Ibelin Margit (megh. 1353 után), h. Ibelin Balian

            - Ibelin Margit, h. c. 1323 Ibelin Balian
            - Ibelin Lúcia, h. 1. c. 1332 Milmars-i Balduin, 2. c. 1334 Raymond du Four
            - Ibelin Aliz

          - Ibelin Johanna, h. Morfi Balduin
          - Ibelin Nikola (megh. c. 1300), h. Bessani Tibold
          - Ibelin Hermina

      - Ibelin Hugó (1213–1238)
      - Ibelin Balduin (megh. 1266), h. Bejszáni Aliz
        - János, h. Rivet Izabella
          - Ibelin Balduin, h. Gibleti Margit
            - Ibelin Izabella, h. unokatestvére, Ibelin Guidó
              - Ibelin Aliz ciprusi királyné, h. IV. Hugó ciprusi király

        - Ibelin Fülöp (megh. 1304) ciprusi országbíró
        - Guidó, h. Örményországi Mária
        - Balian, h. Visconte Mária
        - Hugó (megh. 1315)
        - Melisenda, fiatalon meghalt

      - Ibelin Guidó, h. Bejrúti Filippa
        - Ibelin Balduin
        - János (megh. 1277)
        - Amalrik
        - Ibelin Balian (1240–1302), h. Lamproni Aliz
          - Ibelin Guidó, h. unokatestvére, Ibelin Izabella
            - Ibelin Aliz, h. IV. Hugó ciprusi király

        - Ibelin Fülöp, h. 1. c. 1280 Mária, Hamúszi Vahran és Ibelin Mária lánya, 2. c 1295 Gibleti Mária (megh. 1331)
          - Ibelin János, (szül. 1302, megh. 1317 után)
          - Ibelin Guidó (megh. c. 1360), h. c. 1319 Ibelin Margit
            - Ibelin János
            - Ibelin Aliz (megh. 1373 után), h. c. 1350 Lusignan János (megh. 1375)
            - Ibelin Margit

          - Ibelin Balian (megh. 1349 után), h. c. 1323 Ibelin Margit
          - Ibelin Izabella (szül. 1300, megh. 1342 után), h. 1. 1316 Mallorcai Ferdinánd (megh. 1316), 2. c. 1320 Ibelin Hugó
          - Ibelin Helvis (szül. 1307, megh. 1347 után), h. 1330 II. Henrik braunschweigi herceg (megh. 1351)

        - Ibelin Izabella, h. III. Hugó ciprusi király
        - Aliz, h. Dampierre Odó
        - Eschiva
        - Melisenda
        - Mária

    - Margit, h. 1. Saint-omeri Hugó, 2. Caesareai Walter
    - Ibelin Fülöp, h. Montbéliard-i Aliz
      - Ibelin János jaffai és aszkaloni gróf (1215–1266), h. Barbaroni Mária
        - Jakab (c. 1240–1276), h. Montbéliard-i Mária
        - Fülöp (megh. 1263 után)
        - Ibelin Guidó (c. 1250–1304), h. Ibelin Mária
          - Ibelin Fülöp (megh. 1316)
            - Ibelin Hugó (megh. 1335 után)

          - Ibelin Hugó (megh. c 1349), h. 1320 Ibelin Izabella (megh. 1342 után)
            - Ibelin Balian (megh. c. 1352)
            - Ibelin Guidó (megh. c 1363)
              - Ibelin Balian, h. 1352 Ibelin Margit
                - Ibelin János (megh. c 1375)
                - Ibelin Mária, h. c. 1358 Reinier Le Petit

          - Ibelin Balian (szül. 1302), h. 1. 1322 Montfort Johanna (megh. c. 1325), 2. 1325 Margaret du Four
          - Ibelin Mária (szül. 1294, megh. 1318 előtt), h. 1307/10 IV. Hugó ciprusi király
          - János (megh. 1315/1316)

        - János (megh. 1263 után)
        - Hetum
        - Osin
        - Margit (c. 1245 – 1317 után)
        - Izabella (c. 1250 – 1298 után), h. Sarvandikari Szempad
        - Mária (megh. 1298 után), h. 1. Hamúszi Vahran, 2. Tardifi Gergely

  - Ibelin Ermengarde (megh. 1160/1167)
  - Ibelin Stefánia (megh. 1167 után)

## Az Ibelin-címer
Nem tudni, hogy az „Ibelin-pajzscímernek” mennyi köze van az Ibelin családhoz, azt Ridley Scott filmjéhez, a Mennyei királysághoz használták (noha Thomas Asbridge elismert középkortörténész volt a szakértő). A produkciós csapat állítólag korabeli címerek után kutatva bukkant rá egy párizsi múzeumban. „Balian, 1380” volt a felirata, és noha ez egy későbbi Balian, felhasználták a filmben.
Tény viszont, hogy Jean de Joinville, a hatodik keresztes hadjárat résztvevője, IX. Lajos francia király életrajzírója megemlíti Ibelin János jaffai gróf címerét, amelyet így ír le: „piros talpas kereszt arany mezőben”, s ez éppenséggel emlékeztet az 1380-as leletre. Joinville nem részletezi, hogy a címer a mindenkori jaffai grófoké-e, vagy valóban az Ibelin nemzetségé, bár kétszer is „János gróf címereként” utal rá, amint művének angol fordítója és jegyzetelője, Caroline Smith történész is.

## Fordítás
- Ez a szócikk részben vagy egészben  a   House of Ibelin című angol Wikipédia-szócikk ezen változatának fordításán alapul.  Az eredeti cikk szerkesztőit annak laptörténete sorolja fel. Ez a jelzés csupán a megfogalmazás eredetét és a szerzői jogokat jelzi, nem szolgál a cikkben szereplő információk forrásmegjelöléseként.